# Albert Kahn (architect)

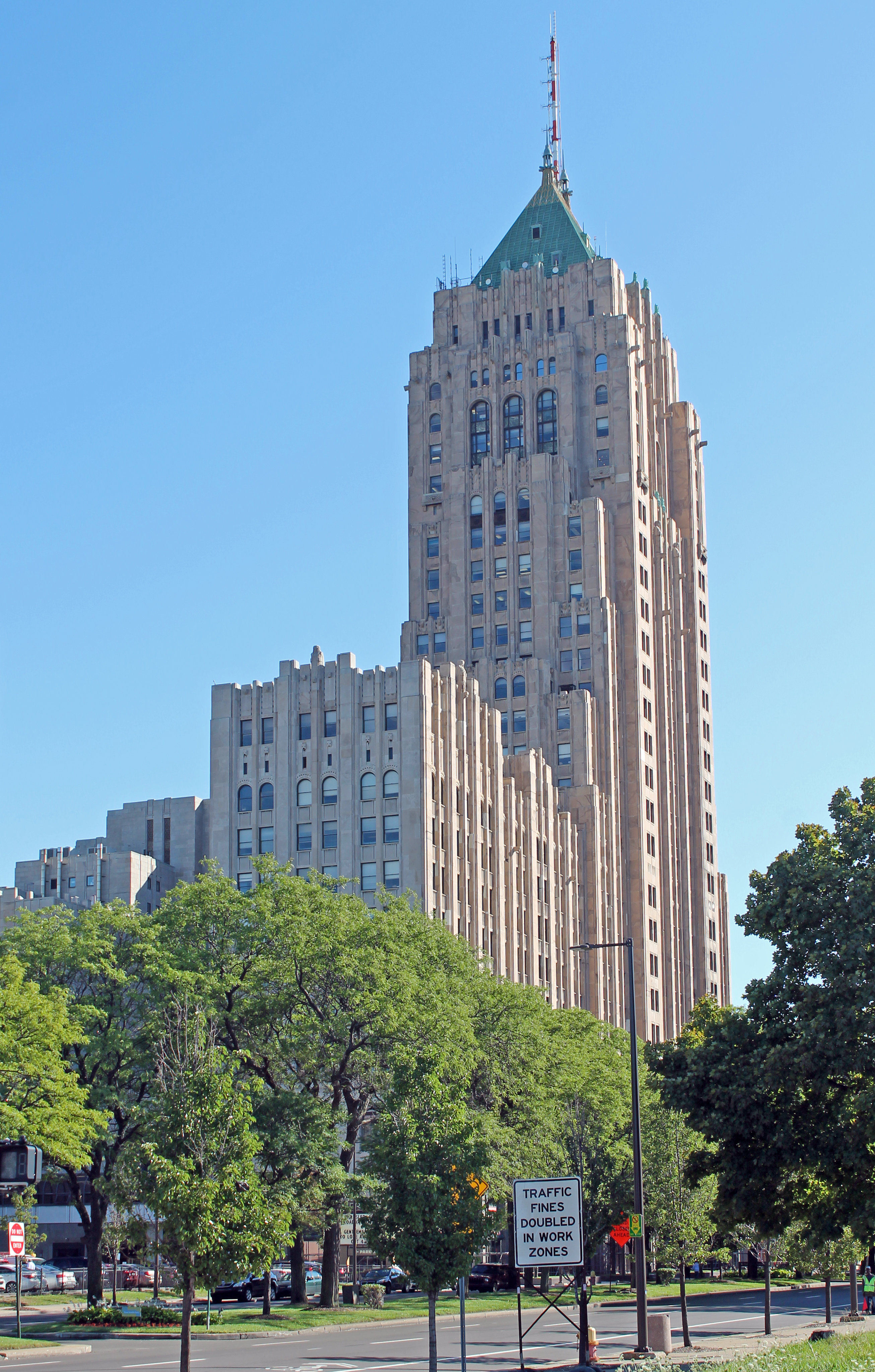
Fisher Building (Detroit)

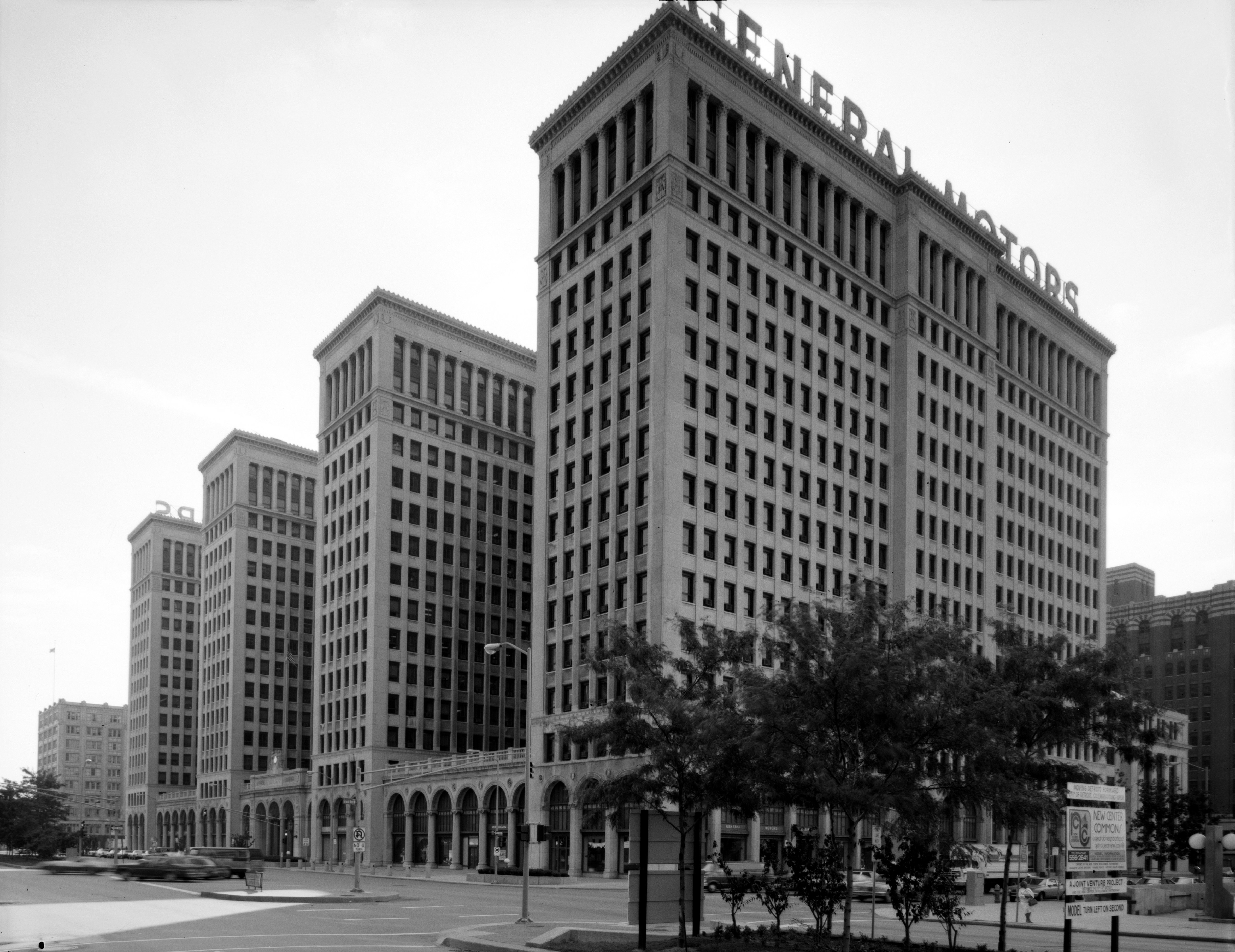
General Motors Building in Detroit

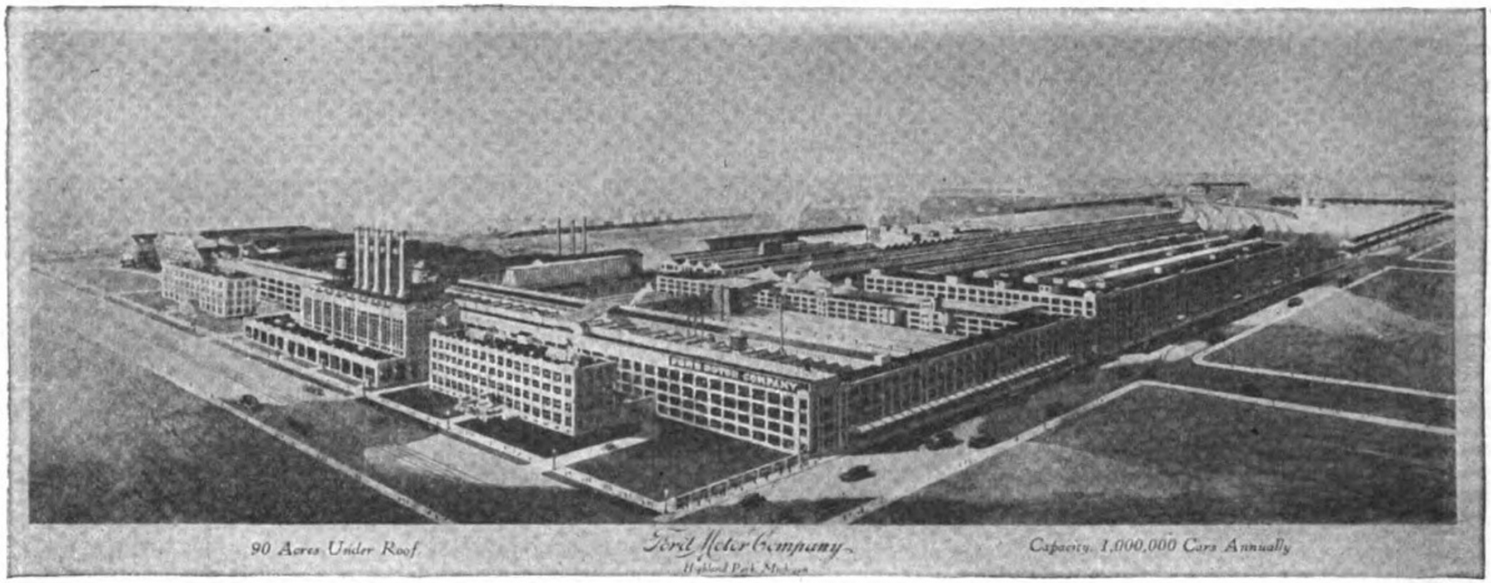
Highland Park Ford Plant (1922)

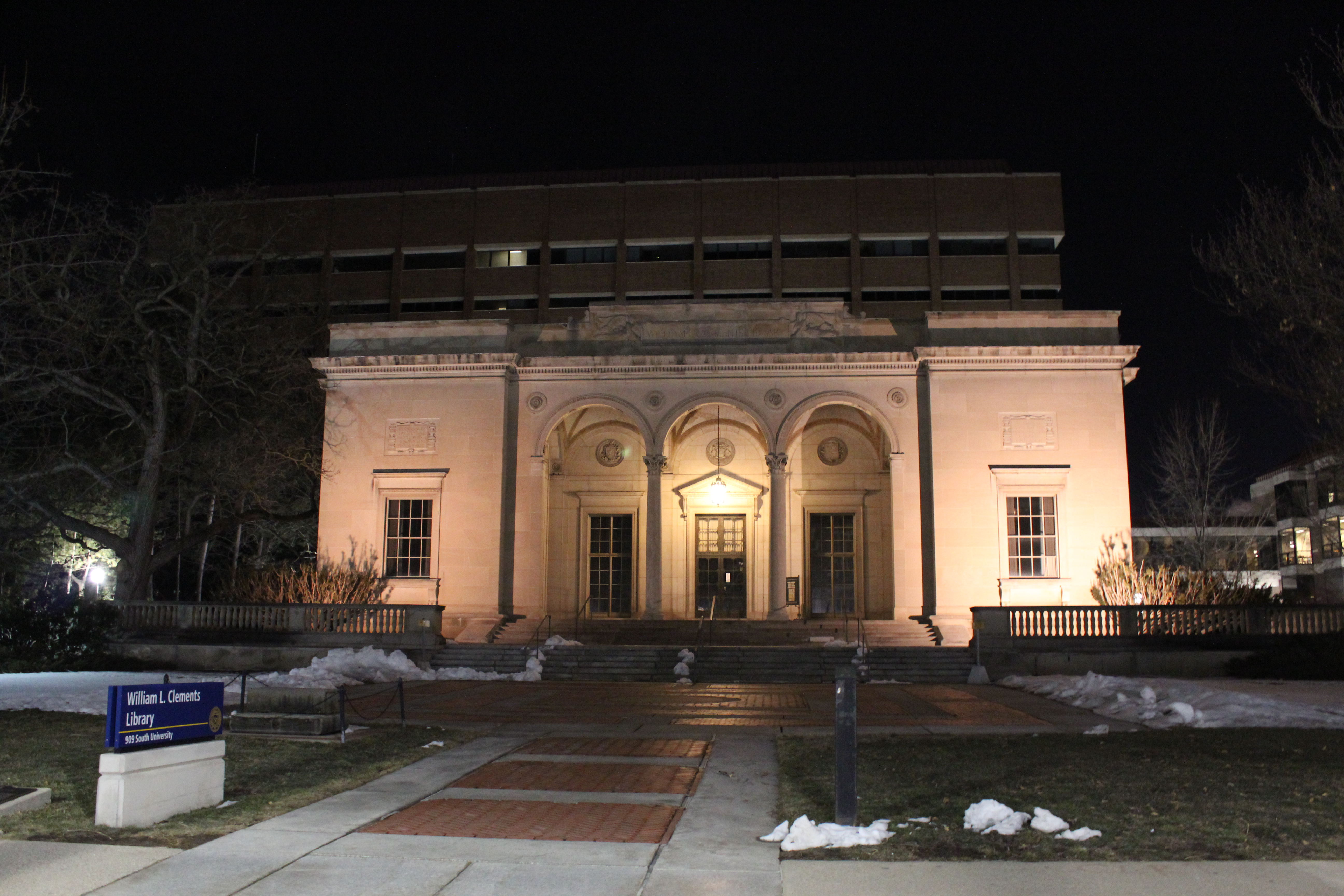
William L. Clements bibliotheek

Albert Kahn (Rhaunen, 21 maart 1869 - Detroit, 8 december 1942) was een Amerikaanse architect die, samen met zijn broer Julius Kahn, een groot aantal ontwerpen heeft gemaakt voor industriële fabriekscomplexen, kantoorgebouwen en huizen. Albert Kahn wordt de "architect van Detroit" genoemd als de ontwerper van bijna 900 gebouwen in deze Amerikaanse stad.

## Jeugd en opleiding
Kahn werd op 21 maart 1869 geboren in een joods gezin in Rhaunen, in het westen van Duitsland. Hij ging op school in Luxemburg. In 1881, hij was twaalf jaar oud, emigreerde de familie naar Detroit in de Amerikaanse staat Michigan. Zijn vader Joseph werd rabbijn en zijn moeder Rosalie had talent voor beeldende kunst en muziek. Albert had vier broers, waaronder Moritz, die ingenieur werd, en Julius, een ingenieur en uitvinder, die later met hem samenwerkte in zijn architectenbureau. Hij had verder twee zussen, waarvan Mollie later nauw ging samenwerken met Julius om een type gewapend beton te creëren.
In Detroit ging Albert naar openbare scholen. In 1883 kreeg hij een baan bij het architectenbureau Mason and Rice, waar hij zijn eerste architectonische opleiding kreeg. Bij Mason and Rice werkte hij voornamelijk aan woningen en bankgebouwen.
In 1891 won Kahn een Rotch Traveling Fellowship om in Europa te studeren. Hij trok met medestudent Henry Bacon door Duitsland, Frankrijk, Italië en België. Bacon ontwierp het Lincoln Memorial in Washington D.C..
Albert Kahn trouwde in 1896 met Ernestine Krolik en ze kregen vier kinderen. Ernestine was later kortstondig actief als vice-president in het bedrijf van haar man en hielp hem vaak met de kleur- en stofkeuze in ontwerpen.
In 1895 verliet Kahn Mason and Rice en ging een partnerschap aan met Alexander B. Trowbridge en George W. Nettleton, de samenwerking werd bekend onder de naam Nettleton, Kahn & Trowbridge.

## Eigen bedrijf
In 1902 vormde Kahn een partnerschap met zijn broer Julius. Later dat jaar ontwikkelde Julius een nieuwe en wetenschappelijke methode om beton te versterken met staal, waardoor gewapend betonconstructies praktisch en economisch werden. Nadat hij in 1903 een patent had gekregen op het "Kahn System" van bouwen, richtte Julius de Trussed Concrete Steel Company, of Truscon, op om het product op de markt te brengen.
Gewapend beton maakt veel grotere open ruimtes binnen fabrieksgebouwen mogelijk die niet haalbaar waren met conventionele houtconstructies en tegen lagere kosten dan staalframeconstructies. Andere voordelen waren een betere bescherming tegen brand en een groter draagvermogen. In 1905 werden er in de Verenigde Staten honderden gebouwen gebouwd met behulp van het Kahn-systeem, waaronder de eerste autofabriek van gewapend beton voor Cadillac Motor Car Company in Detroit. Julius werkte samen met zijn broer Albert aan het ontwerp van veel industriële projecten in het land die met gewapend beton werden gebouwd. Het bedrijf raakte hierdoor zeer bekend om zijn expertise in de bouw van industriële betonnen structuren.
Kahns bedrijf ontwierp het art deco Fisher Building met 28 verdiepingen. In 1929 werd dit gebouw door de Architectural League of New York bekroond met een zilveren medaille in de categorie van het mooiste commerciële gebouw van het jaar. Het hoofdkantoor de General Motors kwam in 1922 gereed en was toen het op één na grootste kantoorgebouw ter wereld.
Henry Ford raakte ook geïnteresseerd, hij liet Kahn in 1909 de Highland Park Ford Plant van Ford Motor Company ontwerpen. Ford had deze fabriek nodig om op grote schaal de Ford Model T te produceren. In 1917 ontwierp Kahn ook het 800 meter lange Ford River Rouge Complex in Dearborn. Dit fabriekscomplex werd het grootste productiecluster van fabrieken in de Verenigde Staten met 120.000 werknemers. Kahn ontwierp ook veel klassieke gebouwen voor de Universiteit van Michigan in Ann Arbor. Kahn zei later in zijn leven dat hij van alle gebouwen die hij ontwierp, het meest herinnerd wilde worden om zijn werk aan de William L. Clements bibliotheek.
Kahn werkte vaak samen met architectonisch beeldhouwer Corrado Parducci. In totaal werkte Parducci aan ongeveer 50 opdrachten van Kahn, waaronder banken, kantoorgebouwen, mausoleums, ziekenhuizen en woningen.
Tijdens de Eerste Wereldoorlog ontwierp zijn bedrijf talloze legervliegvelden en marinebases voor de Amerikaanse overheid. In de Tweede Wereldoorlog herhaalde dit zich, zijn bedrijf werd wederom verantwoordelijk voor verschillende belangrijke bouwprojecten waaronder fabrieken voor de productie van vliegtuigen en tanks. Met 600 medewerkers was zijn bedrijf betrokken bij de bouw van het Detroit Arsenal Tank Plant en de Willow Run Bomber Plant, Kahns laatste gebouw in Ypsilanti. De Ford Motor Company produceerde hier in grote aantallen Consolidated B-24 Liberator bommenwerpers.
Onder een bijzonder contract had hij in 1929 een ontwerp- en opleidingsbureau opgericht in Moskou. Hij stuurde een team van vijfentwintig werknemers om Sovjetarchitecten en ingenieurs op te leiden en honderden industriële gebouwen te ontwerpen onder hun eerste vijfjarenplan. Ze leidden meer dan 4000 architecten en ingenieurs op met behulp van Kahns concepten.
Na zijn door in 1942 kende het Franklin Institute Kahn in 1943 postuum de Frank P. Brown Medal toe.
In 2020 stonden ongeveer zestig van zijn ontworpen gebouwen op de National Register of Historic Places. Vijf daarvan, het Fisher Building, het Ford River Rouge-complex, het Edsel en Eleanor Ford House, het General Motors Building en de Highland Park Ford Plant, zijn aangewezen als National Historic Landmark.

## Naslagwerken
- (en)  Hildebrand, Grant Designing for industry: the architecture of Albert Kahn. (1974) The MIT Press ISBN 0-262-08054-0
- (en)  Matuz, Roger Albert Kahn : builder of Detroit (2002) Wayne State University Press ISBN 0-8143-2956-X

- Bibliothèque nationale de France: cb124367155 (data)
- Gemeinsame Normdatei: 11922643X
- International Standard Name Identifier: 0000 0000 8339 6119
- Library of Congress Control Number: n88163469
- Nationale Bibliotheek van Tsjechië: pna20221164771
- Nationale Bibliotheek van Israël: 987007263442305171
- Nederlandse Thesaurus van Auteursnamen: 069628807
- RKD-Nederlands Instituut voor Kunstgeschiedenis: 295771
- Istituto Centrale per il Catalogo Unico: SBLV125632
- LIBRIS: 320204
- SNAC: w69022tz
- Système universitaire de documentation: 229831338
- Union List of Artist Names: 500003624
- Virtual International Authority File: 18026975
- WorldCat: E39PBJfrKWpTqPp8Jc4wgw8Bfq